# Куберо Отоя, Гонсало
Гонсало Куберо Отоя (исп. Gonzalo Cubero Otoya; 1 июля 1903 — 12 января 2003) — коста-риканский дипломат, врач-хирург, доктор медицины.

## Биография
Родился в известной и обеспеченной семье. Его дед по материнской линии основал район Отоя и пожертвовал землю для строительства Парка Боливара. В возрасте семи лет, благодаря экономическим возможностям семьи, отправился жить в Лозанну. По возвращении из Швейцарии поступил в Escuela Buenaventura Corrales, а затем в Лицей Коста-Рики.
После окончания Лицея отправился в Париж и поступил в Сорбоннский университет, где изучал право.
В 1928 году в Боннском университете получил диплом врача, хирурга, защитил докторскую диссертацию по гемостазу.
С 1953 года Куберо Отоя был чрезвычайным и полномочным послом в Западной Германии, с 1956 по 1958 год работал послом Коста-Рики в ФРГ. С апреля 1957 года одновременно аккредитован в Осло. С 1970 по 1971 год — посол в Австрии.
Владел шестью языками (испанским, немецким, английским, французским, итальянским и португальским).
Длительное время занимался врачебной практикой. Был среди хирургов, проводивших наибольшее количество операций в год. Занимался совершенствованием хирургических методов и изобретением медицинских инструментов, которые до сих пор носят его имя, такие как щипцы Куберо (зарегистрированные в Ежегоднике общей хирургии).